# Heteropoda erythra
Heteropoda erythra là một loài nhện trong họ Sparassidae.
Loài này thuộc chi Heteropoda. Heteropoda erythra được Pater Chrysanthus miêu tả năm 1965.